# Hiacynt Jackowski
Hiacynt Jackowski herbu Ryś (ur. 11 sierpnia 1805 w Jabłowie, zm. 27 maja 1877 tamże) – polski szlachcic, polityk, samorządowiec, działacz mniejszości polskiej w Prusach i niepodległościowy. Członek Pierwszego Zjednoczonego Landtagu (w 1847 roku), członek Pruskiej Izby Reprezentantów (w 1849 roku), poseł do Reichstagu Związku Północnoniemieckiego (1867–1871).

## Życiorys

### Młodość i kariera polityczna
Urodził się 11 sierpnia 1805 w Jabłowie jako syn polskiego oficera Hipolita Nostitz-Jackowskiego i Elżbiety z Jezierskich. Był uczniem cysterskiej szkoły zakonnej w Pelplinie oraz od 1814 gimnazjum pojezuickiego w Braniewie. W latach młodzieńczych był członkiem sejmiku powiatu Preußisch Stargard.
W 1847 roku został posłem Pierwszego Zjednoczonego Landtagu. Był członkiem Pruskiej Izby Reprezentantów w 1849 roku. Pełnił funkcję posła do Reichstagu Związku Północnoniemieckiego w latach 1867–1871 (reprezentował powiat Berent, powiat Preußisch Stargard i powiat Dirschau). Pełnił funkcję przewodniczącego Prowincjonalnego Komitetu Wyborczego na Prusy Zachodnie (do jego obowiązków należało m.in. zatwierdzanie kandydatów do Landtagu i Reichstagu). Jako poseł był członkiem Koła Polskiego.

### Działalność społeczna i w organizacjach polskich
W 1848 roku był jednym z założycieli Ligi Polskiej w zaborze pruskim oraz Towarzystwa Naukowej Pomocy dla Młodzieży Prus Zachodnich. Był dożywotnim radcą i od 1852 roku dyrektorem Gdańskiego Ziemstwa Kredytowego. W 1862 roku z jego inicjatywy powstało Towarzystwo Rolnicze Ziemi Kaszubskiej w Kościerzynie i Towarzystwo Rolnicze w Starogardzie Gdańskim. Podczas powstania styczniowego był odpowiedzialny za rekrutację żołnierzy na Pomorzu. W 1871 roku założył Bank Rolniczo-Przemysłowy w Starogardzie Gdańskim.
Od 1875 roku w wydziale powiatowym w Starogardzie Gdańskim, przed sądem administracyjnym w Gdańsku i przed Trybunałem Administracyjnym w Berlinie prowadzone było wygrane przez Jackowskiego postępowanie sądowe o możliwość używania języka polskiego na zgromadzeniach publicznych. W 1877 roku została opublikowana publikacja „Pielgrzyma” pt. „Proces radcy ziemskiego śp. Hiacynta Jackowskiego z Jabłowa w sprawie języka polskiego na zebraniach politycznych”.